# O'Hare International Airport
O'Hare International Airport (IATA: ORD, ICAO: KORD, FAA LID: ORD), är en internationell flygplats i Chicago, Illinois i USA. Flygplatsen är ett viktigt nav för United Airlines och American Airlines. Från Sverige trafikeras O'Hare International Airport av SAS från Stockholm-Arlanda flygplats. Den är en av världens största flygplatser (rankas i USA oftast som nr 2 efter Hartsfield–Jackson Atlanta International Airport). 

## Historia
Flygplatsen öppnades på denna plats 1944 för en fabrik för stridsflygplan. Flygplatsen gavs namnet Orchard efter platsens namn, och därmed IATA-koden ORD. Namnet ändrades 1949 till O'Hare efter flygvapenpiloten Edward O'Hare. Flygplatsen användes från 1955 för reguljärtrafik, efter beslut bygga ut flygplatsen till regionens huvudflygplats istället för den äldre flygplatsen Midway som ansetts för liten.

## Terminaler
O'Hare har fem (fyra används) terminaler med ett antal pirer.
Terminal 1 byggdes 1987 (ersatte en gammal terminal från 1955). Idag är den också känd som "United Airlines terminal" på grund av att den är United Airlines Chicago-nav. Förutom United Airlines samt dess dotterbolag används den också av Lufthansa.
Terminal 2 byggdes i samband med en utbyggnad av flygplatsen 1962. Idag används terminalen mest för kortdistansflyg av Air Canada och United Airlines.
Terminal 3 byggdes 1962, renoverad och utbyggd 1983. Den byggdes om 2004-2007. Terminal 3 är American Airlines nav. Terminalen används också av bland annat Delta Air Lines.
Terminal 4 är för närvarande stängd.
Terminal 5 är den stora internationella terminalen. Här återfinns bland annat British Airways och Air France. Terminal 5 är också den terminal som SAS använder för sina två dagliga avgångar till Stockholm och Köpenhamn.